# Buslijn 46 (Haaglanden)
Buslijn 46 is een streekbuslijn in de regio Haaglanden in de Nederlandse provincie Zuid-Holland. De dienst begon in 1966, maar bestond niet alle jaren, en de route is soms totaal veranderd.

## Historie

### 46 (1)
30 oktober 1966: buslijn 46 ging rijden op de route station Staatsspoor - Bezuidenhoutseweg - Prins Clauslaan - Prinses Beatrixlaan - Voorburg Laan van Nieuw Oost Einde, en vervolgens via de route van de voormalige Blauwe Tram door Leidschendam naar Voorschoten en Leiden station. 18 jaar lang ging dat zo door.
In 1984 werd het busstation bovenop Den Haag Centraal het nieuwe beginpunt. Van daar omlaag via de toenmalige busbaan die uitkwam tegenover de Theresiastraat, en daarna langs Ternoot naar de Prinses Beatrixlaan. De verdere route bleef ongewijzigd tot 1998, want toen werd lijn 46 voorlopig opgeheven.
Tussen 1998 en 2002 was er geen lijn 46.

### 46 (2)
In 2002 keerde het lijnnummer 46 terug, maar op een totaal andere route: Vanaf Station Voorburg over de Oude Tolbrug, en dan langs de Vliet (Rijn-Schiekanaal) naar het nieuwe Forepark.

### 46 (3)
In 2006 kreeg lijn 46 weer een heel andere route: Station Voorburg - Laan van Nieuw Oost Einde - Potgieterlaan - Koningin Julianalaan - Bruijnings Ingenhoeslaan - station Voorburg 't Loo - Sint Martinuslaan - Noordsingel - Leidsenhage - Antoniushove - Heuvelweg - Burgemeester Kolfschotenlaan - Noordsingel - WZH Prinsenhof.
In 2010 was er opnieuw geen lijn 46.

### 46 (4)
In 2011 keerde lijn 46 terug op bijna de hele oorspronkelijke route. In Leidschendam maakt lijn 46 sindsdien echter een omweg via J.S Bachlaan - Heuvelweg - Dillenburgingel - Noordsingel. Bovendien reed lijn 46 niet naar Leiden maar slechts tot Voorschoten.
In 2023 werd lijn 46 verlengd van Voorschoten tot Wassenaar Duinrell. Hiervoor was het al zo dat lijn 46 op maandag tot en met vrijdag doorreed naar Wassenaar, maar onder lijnnummer 42. Sinds het geheel lijn 46 is geworden wordt er ook op zaterdag en zondag doorgereden. Zodoende hebben reizigers uit Voorburg-Leidschendam en Voorschoten de hele week een rechtstreekse verbinding met Wassenaar en Duinrell.
Omdat lijn 46 grotendeels als aanvulling op buslijn 45 rijdt, is de frequentie (twee keer uur) op maandag tot en met zaterdag lager dan die van lijn 45 (vier keer per uur), eindigt doordeweeks voor 21 uur, en begint de dienst op zaterdag en zondag later dan lijn 45, en eindigt dan voor 19 uur.
De exploitant was tot 1994 de NZH. Daarna kwamen Westnederland, ZWN, Connexxion, Veolia en EBS.